# Frankenstein Girls Will Seem Strangely Sexy
Frankenstein Girls Will Seem Strangely Sexy ist das zweite Studioalbum der US-amerikanischen Band Mindless Self Indulgence. Es wurde am 22. Februar 2000 in den USA unter dem Label Elektra Records veröffentlicht.

## Gestaltung und Cover
Das Cover des Albums zeigt ein vom Comic-Zeichner Jamie Hewlett angefertigtes Bild. Dieser ist vor allem dafür bekannt, dass er die Comicfiguren des Musikprojektes Gorillaz zeichnete, sowie als Schöpfer von Tank Girl. Auf der Rückseite des Albums wird die alphabetisch geordnete Trackliste durch Sterne zensiert, wie es in den USA bei als explizit geltenden Wörtern oft üblich ist. Als Protest gegen diese Zensur wurden jedoch auch Wörter „zensiert“, die nicht als explizit oder anstößig gelten. Auf der Innenseite der CD-Hülle befindet sich der Text

“You must listen to this album with your tongue planted firmly in your cheek. If you don't have a sense of irony, or you are a piece of shit bigot, or a fundamentalist anything, return this album immediately, don't come to our shows, don't wear our t-shirts. Fuck off. If you're a parent who neglects, beats, or doesn't show your child love, know that we don't condone violence so don't waste our time in court while you try to explain to a jury how our music made your 'happy & normal' child into a deranged lunatic.
Thank You
If you think we're rightwing, leftwing, feminists, sexists, tops, bottoms, gay or straight, I want to tell you right now that we are.”

„Du musst dir dieses Album immer mit einem zwinkernden Auge anhören. Wenn du keinen Sinn für Humor hast, oder einfach ein Stück Scheiße bist, oder irgendein Fundamentalist, dann gib dieses Album sofort zurück, komm nicht zu unseren Konzerten, trag' nicht unsere T-Shirts. Verpiss dich einfach. Wenn du ein Elternteil bist, der seinem Kind nicht genug Aufmerksamkeit schenkt, es schlägt oder ihm keine Liebe zeigt, dann musst du wissen, dass wir Gewalt nicht unterstützen also verschwende deine Zeit nicht in Gerichtssälen, um irgendeinem Richter zu erzählen, wie unsere Musik dein ‚glückliches und normales‘ Kind zu einem geisteskranken Irren gemacht hat.
Vielen Dank
Wenn du denkst wir seien rechtsgerichtet, linksgerichtet, feministisch, sexistisch, oben, unten, schwul oder hetero sind, dann möchte ich dir genau jetzt sagen, dass wir all das sind.“

## Trackliste
1. Backmask – 3:01
2. Bitches – 2:44
3. Boomin'  – 1:23
4. Clarissa – 1:57
5. Cocaine and Toupees – 1:52
6. Dicks Are For My Friends – 1:15
7. F   – 0:13
8. Faggot – 2:46
9. Futures – 1:27
10. Golden I – 2:07
11. Harry Truman – 1:39
12. Holy Shit – 1:45
13. I Hate Jimmy Page – 3:35
14. I’m Your Problem Now – 1:56
15. J – 0:24
16. Keepin' Up With the Kids – 1:45
17. Kick the Bucket – 1:45
18. Kill the Rock – 2:04
19. Last Time I Tried to Rock Your World – 1:47
20. London Bridge – 1:51
21. M – 0:14
22. Masturbates – 2:50
23. Planet of the Apes – 2:12
24. Played – 2:19
25. Ready For Love – 2:06
26. Royally Fucked – 1:52
27. Seven-Eleven – 1:33
28. Step Up, Ghetto Blaster – 2:23
29. Whipstickagostop – 2:38
30. Z – 0:50

## Kritik
“Though The Frankenstein Girls Will Seem Strangely Sexy doesn’t quite deliver on the sleazy humor of its title, Mindless Self Indulgence does provide a quick, sensationalistic fix for fans of groups like Insane Clown Posse or A.C.”

„Auch wenn ‚Frankenstein Girls Will Seem Strangely Sexy‘ nicht mit dem verruchten Humor seines Titels daherkommt, bieten Mindelss Self Indulgence hier ein schnelles, sensationelles Stück für Fans von Bands wie ‚Insane Clown Posse‘ oder ‚A.C.‘“